# 花京院
花京院（かきょういん）は、宮城県仙台市にある町名である。青葉区に花京院一丁目および二丁目を擁し、宮城野区に花京院通が残っている。花京院はもともと江戸時代に仙台城の城下町にあった修験道の寺院の名称で、寺院に隣接する道とその沿道の町が花京院通と呼ばれていた。寺院としての花京院は近世に廃寺となったが、道路名および町名としての花京院通はその後も残った。町名としての花京院は1970年（昭和45年）に設けられた。また、花京院通は仙台市の歴史的町名活用道路として認定されている。

## 地理
国道45号を境に南側が花京院一丁目、北側が花京院二丁目である。

### 花京院一丁目
花京院一丁目は、北を国道45号、西を駅前通、南を元寺小路、東を東北新幹線、東北本線、仙山線の軌道敷で囲まれる。
花京院一丁目を南北に貫く道には、西から末無掃部丁（すえなしかもんちょう）、掃部丁の2本がある。東西に貫く道はないが、駅前通と末無掃部丁とを繋ぐ小道として市道花京院一丁目1号線が、末無掃部丁と掃部丁とを繋ぐそれとして北から市道花京院一丁目2号線、および、市道花京院一丁目3号線がある。
仙台駅に近い花京院一丁目はその南に隣接する名掛丁と共に俗に「X橋周辺」と呼ばれる。1970年代半ばから仙台市が再開発計画を立案、実施し、現在はオフィスビルや高層マンションが林立する地区となっている。この地区にある主な施設としては、リッチモンドホテル、花京院スクエア、東北電子専門学校、シティタワー仙台、ソララ、ホテルJALシティなどがある。
花京院一丁目は暴力団排除条例に基づく暴力団排除特別強化地域に指定されている。

### 花京院二丁目
花京院二丁目は、北を旧長丁（定禅寺通の延長。市道定禅寺通宮町線）、西を駅前通、南を国道45号、東を新名掛丁（東六番丁通りの一町西の南北の道）で囲まれる。
花京院二丁目の真ん中を南北に空堀丁が貫いている。空堀丁の南側は、花京院通で一丁目の末無掃部丁へと繋がる。新名掛丁は一丁目の掃部丁に繋がる。
なお、仙台花京院通郵便局が花京院二丁目の西隣の本町にある。

### 世帯数と人口
2017年（平成29年）4月1日現在の世帯数と人口は以下の通りである。
| 丁目         | 世帯数    | 人口    |
| ------------ | --------- | ------- |
| 花京院二丁目 | 409世帯   | 641人   |
| 花京院一丁目 | 611世帯   | 1,046人 |
| 計           | 1,020世帯 | 1,687人 |

|          | 世帯数  | 人口  |
| 花京院通 | 164世帯 | 228人 |

## 歴史

### 寺院としての花京院
花京院は江戸時代に仙台の城下町にあった修験道の寺院である。仙台藩の山伏は総触頭の良覚院が統率しており、花京院もその統率下にあった。しかし、仙台藩は、戊辰戦争の敗北によって大幅な減封処分を受けた後、1871年（明治4年）の廃藩置県により消滅した。藩の財政的裏付けがなくなった上に、1872年（明治5年）の太政官布達により修験道は廃止され（修験禁止令）、良覚院は廃寺となり、花京院も時を同じくして廃寺となったようである。
花京院は、概ね東西道である花京院通に、北から接続する光禅寺通、および、南から接続する茂市ヶ坂により形成される変則四叉路の北西角地にあった。現在の道路を例にすると、花京院通（国道45号）と駅前通が形成する「花京院交差点」の内部から同交差点の北西角地の辺りにあったと推定される。

### 近世
仙台城の城下町では、「○○に通じる道」あるいは「沿道に○○がある道」は「○○通」と称され、沿道の町の名前もこれに従った。このため、花京院に接する道が花京院通と呼ばれ、その沿道の町も、東端の一部を除いて、花京院通と呼ばれた。
1627年（寛永4年）から始まる城下町の拡張に伴い、東五番丁より東側が建設されて、概ね下記の表のような道路が建設されたが、不動前丁と末無掃部丁と鷹新道はのちに建設されたらしい。花京院通の西端は外記丁南東端に接続し、東端は車町と丁字路を形成していた。花京院通の東の突き当たりは伊達騒動時の江戸家老としても知られる茂庭周防良元の大屋敷があった。

### 近代・現代
1887年（明治20年）12月15日に、東北本線の前身である日本鉄道が宮城県の塩竈駅まで開業した。日本鉄道の線路は花京院通と交差して敷設された。1927年（昭和2年）には仙台市電が仙台駅前から北へ延伸して花京院停留場が置かれた。この停留場の場所は現在の「花京院交差点」付近に当たる。1946年（昭和21年）には、仙台市電の原町線が花京院停留場から花京院通を経由して榴ヶ岡気象台前停留場まで開通した。これにあわせて、筋違いだった花京院道と山本丁が電車通りとして1本の道に造り変えられ、道路の拡幅が行われた。また、戦後に愛宕上杉通が建設され銀杏坂が開通すると、花京院通の西端は愛宕上杉通になった。
花京院通は1953年（昭和28年）5月18日に二級国道111号、1963年（昭和38年）4月1日に一級国道45号に指定された。

### 住居表示実施以後
1970年（昭和45年）2月1日に花京院通を含む仙台市の中心部で住居表示が実施され、道路名を沿道の町名に用いる方式から、道路等に囲まれた地区ごとに町名を付ける街区方式に変更になった。これにより花京院が誕生したが、駅前通（花京院交差点）より西側は本町、花京院通と新名懸丁より北東は宮町となった。1971年（昭和46年）5月1日には東北本線より東側の花京院通でも住居表示が実施され、国道45号より北側が「小田原」となった。東北本線と国道45号より南東の地区には住居表示が施行されなかったため、花京院通という町名が残った。

### 江戸時代における接続道路概略表
- 左が東、上が北。
- 概ね東西に通じている道は背景が黄色。
- 鷹新道は、江戸時代からその名称で存在したか不明。
- 外記丁と花京院通、東三番丁と元寺小路は、くの字で接続。
- 外記丁と東三番丁、花京院通と元寺小路、山本丁と鉄砲町は、段丘崖の上と下で並走。

|          | 同 心 町 通 | 中 杉 山 通 | 光 禅 寺 通 | 空 掘 丁       | 新 名 懸 丁 | 東 六 番 丁 | 道 な し | 小 田 原 車 通 |        |
| 山本丁   | 同 心 町 通 | 中 杉 山 通 | 光 禅 寺 通 | 空 掘 丁       | 新 名 懸 丁 | 東 六 番 丁 | 道 な し | 小 田 原 車 通 |        |
| 車 町    | 同 心 町 通 | 中 杉 山 通 | 光 禅 寺 通 | 空 掘 丁       | 新 名 懸 丁 | 東 六 番 丁 | 道 な し |                |        |
| 茂庭氏邸 | 同 心 町 通 | 中 杉 山 通 | 光 禅 寺 通 | 空 掘 丁       | 新 名 懸 丁 | 東 六 番 丁 | 道 な し |                |        |
| 外記丁   | 花京院通    | 花京院通    | 花京院通    | 花京院通       | 花京院通    | 花京院通    | 花京院通 | 花京院通       |        |
|          | 同 心 町 通 | 不 動 前 丁 | 茂 市 ヶ 坂 | 末 無 掃 部 丁 | 掃 部 丁    | 東 六 番 丁 | 鷹 新 道 | 車 町          |        |
|          | 同 心 町 通 | 不 動 前 丁 | 茂 市 ヶ 坂 | 末 無 掃 部 丁 | 掃 部 丁    | 東 六 番 丁 | 鷹 新 道 | 車 町          |        |
| 大 仏 前 | 東 七 番 丁 | 不 動 前 丁 | 茂 市 ヶ 坂 | 末 無 掃 部 丁 | 掃 部 丁    | 東 六 番 丁 | 鷹 新 道 |                |        |
| 東三番丁 | 元寺小路    | 元寺小路    | 元寺小路    | 元寺小路       | 元寺小路    | 元寺小路    | 元寺小路 | 元寺小路       | 鉄砲町 |

## 交通
花京院一丁目と二丁目の境を国道45号が東西に横断している。このうち、本町の愛宕上杉通との交差部から宮城野区の車町付近までの区間の通称として、仙台市の歴史的町名活用事業により「花京院通」が定められている。
東北本線との交差のために、花京院通には花京院橋が架けられている。当初の橋は、道路橋と市電用の軌道橋が別々だった。この軌道橋は三重県の五十鈴川に架かっていた三重交通神都線の橋を譲り受けたものだった。1951年（昭和26年）12月に花京院橋は架け替えられて軌道敷と道路、歩道を含む一つの橋となった。この橋は、国鉄の鉄道橋を改造したもので、橋桁は国鉄によって架設現場に直に搬入された。

## 俗説
1817年（文化14年）、仙台藩の藩校である養賢堂から医学校が分離して、百騎丁に設置された。このとき、医学校の施薬所で用いるための薬草を栽培する付属薬園として、「御薬園」が末無掃部丁（現在の花京院1丁目付近）に移った。花京院という地名はこの「御薬園」に由来しないが、字面から関連性が語られることがある。
また、進駐軍相手の歓楽街となっていた宮城野橋（X橋）周辺の歴史と関連付けて、「戦後の混乱期に花街だったから花京院」との俗説もあるが、宮城野橋の西側にある花京院は歓楽街、X橋の東側が特殊飲食店街であり、遊廓は小田原にあったので、この俗説も誤りである。